# Jean-Marie Leblanc
Jean-Marie Leblanc (Nueil-les-Aubiers, 28 de julho de 1944) foi o diretor da sociedade do Tour de France de 1989 a 2005, além de organizar diversas outras corridas. Era o presidente da Associação internacional de corridas ciclistas. Tendo alcançado o limite de idade, ele cedeu seu lugar Christian Prudhomme. Leblanc foi também ciclista de 1966 a 1971, tendo terminado em segundo lugar nos Quatro dias de Dunquerque em 1970.